# Presidente del Gobierno de Andorra
El jefe de Gobierno del Principado de Andorra (en catalán: cap de Govern del Principat d'Andorra) es el jefe del Gobierno del país pirenaico y quien propone las leyes al Consejo General de Andorra. El cargo fue creado el 8 de enero de 1982 y, tras la carta magna de 1993, quedó totalmente normalizado.
De acuerdo con la Constitución andorrana de 1993, los jefes de Estado son el obispo de Urgel y el presidente de la República Francesa. Estos copríncipes reinan y tienen importancia en las relaciones exteriores, pero no gobiernan.

## Lista
| N.º | Retrato | Titular                       | Período                | Período                | Partido |
| N.º | Retrato | Titular                       | Inicio                 | Final                  | Partido |
| --- | ------- | ----------------------------- | ---------------------- | ---------------------- | ------- |
| 1   |         | Òscar Ribas Reig              | 8 de enero de 1982     | 21 de mayo de 1984     | Ind.    |
| 2   |         | Josep Pintat-Solans           | 21 de mayo de 1984     | 12 de enero de 1990    | Ind.    |
| (1) |         | Òscar Ribas Reig              | 12 de enero de 1990    | 7 de diciembre de 1994 | AND     |
| 3   |         | Marc Forné i Molné            | 7 de diciembre de 1994 | 27 de mayo de 2005     | LdA     |
| 4   |         | Albert Pintat Santolària      | 27 de mayo de 2005     | 5 de junio de 2009     | LdA     |
| 5   |         | Jaume Bartumeu Cassany        | 5 de junio de 2009     | 12 de mayo de 2011     | PS      |
| —   |         | Pere López Agràs Interino     | 28 de abril de 2011    | 12 de mayo de 2011     | PS      |
| 6   |         | Antoni Martí Petit            | 12 de mayo de 2011     | 23 de marzo de 2015    | DpA     |
| —   |         | Gilbert Saboya Sunyé Interino | 23 de marzo de 2015    | 1 de abril de 2015     | DpA     |
| (6) |         | Antoni Martí Petit            | 1 de abril de 2015     | 15 de mayo de 2019     | DpA     |
| 7   |         | Xavier Espot Zamora           | 15 de mayo de 2019     | Presente               | DpA     |